# Dận Hi
Doãn Hi (tiếng Mãn: ᠶᡡᠨ ᡥᡳ, Möllendorff: yūn hi, chữ Hán: 允禧; 27 tháng 2 năm 1711 - 26 tháng 6 năm 1758), tự Khiêm Trai (谦斋), hiệu Tử Quỳnh (紫琼), biệt hiệu Tử Quỳnh đạo nhân, Xuân Phù cư sĩ, là Hoàng tử thứ 21 tính trong số những người con sống tới tuổi trưởng thành của Thanh Thánh Tổ Khang Hi Đế.

## Tiểu sử
Doãn Hi nguyên danh là Dận Hi (chữ Mãn:ᡳᠨ ᡥᡳ, chữ Hán: 胤禧), sinh ngày 11 tháng 1 (âm lịch) năm Khang Hi thứ 50 (1711), là con trai duy nhất của Hi tần Trần thị. Sau khi Ung Chính Đế lên ngôi ông đổi tên thành Doãn Hi để tránh kỵ huý. Năm Khang Hi thứ 59 (1720), Dận Hi theo Khang Hi Đế tuần du Tái ngoại. Năm thứ 61 (1722), Khang Hi Đế băng hà, lúc này ông mới 11 tuổi. Vì còn nhỏ tuổi nên ông không đủ khả năng để tranh giành ngôi báu với các người anh lớn hơn. Ông là một thi sĩ, có tài hội họa, giỏi thư pháp với nhiều tác phẩm nổi tiếng của nhà Thanh.
Năm Ung Chính thứ 8 (1730), tháng 2, ông được phong Bối tử. Đến tháng 5, Ung Chính Đế hạ chỉ dụ: "Trẫm có nhiều ấu đệ, trừ trước đến nay không thể biết rõ hết. Theo Di Thân vương tấu xưng lúc trước, Nhị thập nhất A ca Doãn Hi lập chí hướng lên, lại biết cảm tạ ân huệ của Trẫm, ý niệm cung kính xuất phát từ thành tâm thành ý", từ đó thăng làm Bối lặc. Năm thứ 11 (1733), tháng 8, ông 23 tuổi, bắt đầu theo Quả Quận vương Doãn Lễ xử lý sự vụ của Đô thống Mãn Châu Tương Hồng kỳ. 2 năm sau thì chính thức nhậm chức Đô thống Hán quân Chính Hoàng kỳ. Năm thứ 13 (1735), tháng 10, sau khi Càn Long lên ngôi, dụ chỉ:
| “                                            | 幼好读书, 识见明晰, 办理旗物亦属妥协, 朕意欲封为郡王. Ấu hảo độc thư, thức kiến minh tích, bạn lý kỳ vật diệc chúc thỏa hiệp, Trẫm ý dục phong vi Quận vương. | ” |
| — Đại Thanh Cao Tông Thuần Hoàng đế thực lục | |   |

Đến tháng 11, Doãn Hi được tấn phong Thận Quận vương (慎郡王), sinh mẫu Trần thị từ Hoàng khảo Thiến Quý nhân được tấn phong Hoàng tổ Hi tần. Năm Càn Long thứ 5 (1740), tháng 2, quản lý sự vụ Đô thống Mãn Châu Chính Bạch kỳ. Năm thứ 7 (1742), tháng 3, cùng với Đại học sĩ Ngạc Nhĩ Thái, phụ trách biên tu Hoàng thất tộc phổ "Ngọc điệp". Năm thứ 23 (1758), ngày 21 tháng 5, ông bệnh qua đời, được truy phong thuỵ hiệu là Thận Tĩnh Quận vương (慎靖郡王). Năm thứ 24 (1759), Hoàng lục tử Vĩnh Dung quá kế trở thành con thừa tự của Doãn Hi, được phong Bối lặc.

## Gia quyến

### Thê thiếp
- Đích Phúc tấn: Tổ thị (祖氏), con gái của Tá lĩnh Tổ Kiến Cát (祖建吉), tằng tôn nữ của Tổ Đại Bật (祖大弼) – em trai của Tổ Đại Thọ. Năm Ung Chính thứ 5 (1727), nhập cung cùng lúc với Đích Phúc tấn Phú Sát thị của Hoàng tứ tử Hoằng Lịch và Đích Phúc tấn Ngô Trát Khố thị của Hoàng ngũ tử Hoằng Trú.
- Trắc Phúc tấn: 
  - Châu thị (周氏), con gái của Nhất đẳng Thị vệ Lục Các (六格).
  - Ngô thị (吴氏), con gái của Ngô Huân Thần (吴勋臣).
  - Qua Nhĩ Giai thị (瓜尔佳氏), con gái của Viên ngoại lang Bác Sắc (博色).

### Hậu duệ
- Con trai:

1. Hoằng Mão (弘昴; 1728 - 1742), qua đời khi chưa lập gia thất, mẹ là Ngô thị.
2. Hoằng Tuân (弘旬; 1731 - 1749), qua đời khi chưa lập gia thất, mẹ là Châu thị.

- Con gái

1. Trưởng nữ (1727 - 1731), chết yểu, mẹ là Châu thị.
2. Nhị nữ (1727 - 1804), mẹ là Qua Nhĩ Giai thị, được phong Huyện quân, hạ giá lấy Thai cát Cổ Mục (古穆) của Bát Nhĩ Tế Cát Đặc thị.
3. Tam nữ (1733 - 1795), mẹ là Tổ thị, được phong Huyện chúa, hạ giá lấy Trác Tát Khắc Quận vương Trại Tang Đa Nhĩ Tế (寨桑多尔济) của Khách Nhĩ Khách bộ.
4. Tứ nữ (1733 - 1741), chết yểu, mẹ là Châu thị.

- Con nuôi: Chất Trang Thân vương Vĩnh Dung, con trai thứ 6 của Càn Long Đế.

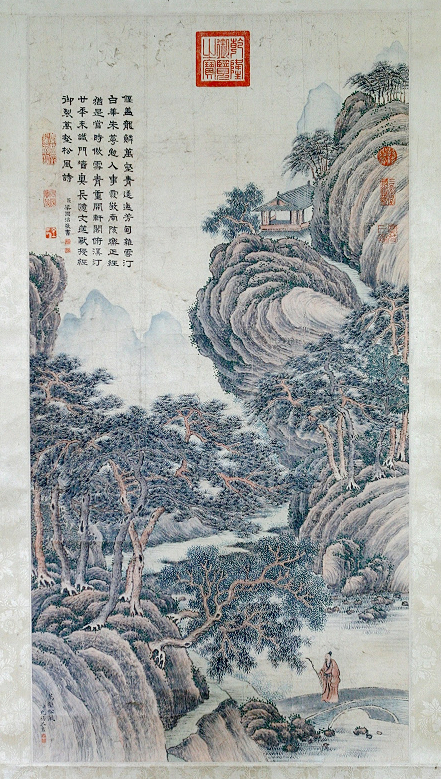
Mặc Hác Tùng Phong (万壑松风)

## Văn chương hội họa
- Văn chương
  - Hoa Nhàn Đường Thi - 8 quyển
  - Tử Quỳnh Nham Thi - 3 quyển
- Hội họa:
  - Mặc Hác Tùng Phong

## Trong văn hóa đại chúng
| Năm  | Tác phẩm                       | Diễn viên                |
| 1999 | Dương Châu bát quái (扬州八怪) | Trình Trước (程前)       |
| 2012 | Cung tỏa châu liêm             | Trần Hiểu (陈晓)         |
| 2012 | Hậu cung Chân Hoàn truyện      | Khang Phúc Chấn (康福震) |
| 2018 | Diên Hi công lược              | Trương Bân (张彬)        |